# CNET
A CNET (Computer Network rövidítése) egy amerikai médiawebhely, mely világszerte ismertetőket, híreket, cikkeket, blogokat, podcastokat és videókat publikál a technológiáról és a fogyasztói elektronikáról. A kezdetekben a CNET nemcsak a webhelyen, hanem rádió- és televíziós tartalmakat is készített. Később az internetes televíziós hálózaton, a CNET Video-n, valamint a podcast- és bloghálózaton keresztül új médiaterjesztési módszereket vezetett be.
A CNET Networks zászlóshajójaként indult, amikor Halsey Minor és Shelby Bonnie alapította 1992-ben. A CNET Networks 2008-as felvásárlásával a CBS Interactive márkájává vált. 2020. október 30. óta a Red Ventures tulajdonában van.
A CNETnek angolon kívüli régió- és nyelvspecifikus kiadásai közé tartozik a kínai, a francia, a német, a japán, a koreai és a spanyol verzió is.

## Történelem

### Eredet

A CNET Networks logója a CBS Interactive felvásárlása előtt

Korábbi CNET logó 1994-től 2008-ig és 2011-től 2022-ig

Miután elhagyták a PepsiCo-t, Halsey Minor és Shelby Bonnie 1992-ben elindították a CNET-et, egy 24 órás kábelhálózatot, amely a számítógépekkel és technológiával foglalkozott. A Fox Network társalapítójaként Kevin Wendle és a Disney korábbi kreatív munkatársaként Dan Baker segítségével a CNET négy kísérleti televíziós műsort készített a számítógépekről, a technológiáról és az internetről. A CNET TV részei voltak a CNET Central, a Web és a The New Edge. A CNET Centralt először az Egyesült Államokban hozták létre és sugározták az USA hálózatán. Később elindult az USA testvérhálózatán, a Sci-Fi Channel-en 79king, a The Web és a The New Edge műsorokkal együtt. Ezeket később a TV.com követte 1996-ban. A médiaszemélyiség Ryan Seacrest először vált országosan ismertté a CNET-nél, mint a The New Edge műsorvezetője, és különféle hangosítási munkákat is végzett a CNET-nél.
A CNET online platform 1995 júniusában indult. A CNET, Inc., a webhely tulajdonosa, 1996 júliusában hozta nyilvánosságra első részvénykibocsátását (IPO). 1998-ban a Snap Technologies, a CollegeEdge oktatási szolgáltatás üzemeltetője perelte be a CNET, Inc.-t a Snap.com domain név CNET, Inc. tulajdonjogával kapcsolatos védjegybitorlás miatt, mivel a Snap Technologies már rendelkezett a név védjegyével.
A CNET egy másik televíziós technológiai hírműsort készített News.com néven, amit a CNBC sugárzott 1999-től. A CNET továbbá 2001 és 2003 között üzemeltette a CNET rádiót a Clear Channel tulajdonában lévő KNEW (910) a San Francisco Bay Area-ban, valamint a WBPS (890) Bostonban és az XM Satellite Radio platformon. A CNET Radio főként technológiai témájú műsorokat kínált. Mivel a CNET Rádió nem tudott megfelelő közönséget vonzani, 2003 januárjában pénzügyi veszteségek miatt kénytelen volt beszüntetni működését.

### Felvásárlások és bővítések
1999 júliusában a CNET, Inc. felvásárolta a svájci székhelyű GDT céget, amelyet később átneveztek CNET Channel névre. 1998-ban a CNET, Inc. engedélyezte az Asiacontent.com-nak a CNET Asia létrehozását, majd a műveletet 2000 decemberében visszavonták. 2000 januárjában a CNET, Inc. átalakult CNET Networks néven és 736 millió dollárért megszerezte a mySimon összehasonlító vásárlási oldalt. 2000 októberében a CNET Networks körülbelül 1,6 milliárd dollárért felvásárolta a ZDNET-et. 2001 januárjában a Ziff Davis megállapodást kötött a CNET Networks-szel, hogy visszaszerezze a Ziff Davis 2000-ben elveszett URL-eket, melyeket a SoftBanknak, egy tőzsdén jegyzett japán média- és technológiai vállalatnak adtak el. 2001 áprilisában a CNET 23 millió dollár készpénzért és részvényért felvásárolta a TechRepublic-t, amely tartalmat szolgáltat a Gartner informatikai szakembereinek. 2002 májusában a CNET Networks felvásárolta a Smartshopot, egy automatizált termékkatalógussal és szolgáltatás-összehasonlítási technológiával foglalkozó céget, méghozzá nem közölt összegért.
2004. július 14-én a CNET Networks bejelentette, hogy 70 millió dollárért (60 millió dollár készpénzben, 10 millió dollár halasztott ellenértékben) megvásárolja a Webshots fotós weboldalt, és még abban a hónapban befejezi a felvásárlást.  2007 októberében 45 millió dollárért adott el Webshotokat az American Greetingsnek.  2005 augusztusában a CNET Networks felvásárolta a Metacritic-et, egy áttekintés-összesítő webhelyet, nem titkolt összegért.
2005-ben a Google képviselői egy évig megtagadták, hogy a CNET riporterei interjút készítsenek velük, miután a CNET közzétette a Google vezérigazgatójának, Eric Schmidt fizetését, lakóhelyét, néhány hobbiját és politikai adományait. Az összes információ a Google kereséseiből származott.
2006 szeptemberében a CNET felvásárolta a Chowhoundot, egy online élelmiszer-közösséget.
2006. október 10-én Shelby Bonnie lemondott elnök- vezérigazgatói posztjáról két másik ügyvezető mellett az 1996 és 2003 között bekövetkezett részvényopciós visszadátumozási botrány következtében Ez azt is eredményezné, hogy a cég az 1996 és 2003 közötti időszakra vonatkozó pénzügyi bevételeit több mint 105 millió dolláros kiadással újraszámolja. Az Értékpapír- és Tőzsdefelügyelet később megszüntette a gyakorlat vizsgálatát. Neil Ashe lett az új vezérigazgató.
2006 decemberében James Kim, a CNET szerkesztője meghalt az oregoni vadonban. A CNET egy neki szentelt emlékműsort és podcastokat szervezett.
2007. március 1-jén a CNET bejelentette, hogy nyilvánosan elindítja a BNET-t, egy üzleti vezetőket célzó webhelyet. A BNET 2005 óta béta státuszban fut 2008-ban Chris Wanstrath programozó, aki a GameSpoton és a Chowhoundon dolgozott, elhagyta a CNET-et, hogy elindítsa a GitHubot.

### A CBS Corporation tulajdonjoga
2008. május 15-én bejelentették, hogy a CBS Corporation amerikai dollárért megvásárolja a CNET Networks-t. 2008. június 30-án az akvizíció lezárult. A korábbi CNET Networks-tulajdonokat akkoriban a CBS Interactive kezelte. A CBS Interactive számos, eredetileg a CNET Networks által létrehozott domain nevet megvásárolt, köztük a download.com, downloads.com, upload.com, news.com, search.com, TV.com, mp3.com, chat.com, computers.com, shopper .com, com.com és cnet.com. A radio.com birtokában is volt egészen addig, amíg a CBS Radiot 2017-ben el nem adták az Entercomnak.

### Red Ventures-tulajdonjog
2020 szeptemberében a Red Ventures bejelentette, hogy 500 millió dollárért megvásárolja a CNET-et a ViacomCBS-től. A tranzakció 2020. október 30-án zárult le 
2022 novemberében mesterséges intelligencia által írt, emberek által szerkesztett cikkeket kezdett közölni. Nem írta, hogy géppel ír cikkeket, és emberi szerzőket tüntet fel bizonyos AI által generált tartalmakra, mielőtt ezt független vizsgálatok leleplezték. A CNET ezeket 2023 januárjában áttekintette, miután sokról kiderült, hogy súlyos hibákat és plágiumokat tartalmaz. Beszámolók szerint a Red Ventures nyomást gyakorolt rájuk, hogy kedvezzenek a hirdetőknek és szponzorált tartalmakat készítsenek. Ezután az alkalmazottak 10%-át elbocsátották. Az alkalmazottak megegyeztek a botrányra és az elbocsátásokra válaszul, mivel szerintük a generált tartalom veszélyes a hírnevükre. Egy korábbi alkalmazott neve eltávolítást kérte hírneve megvédésére, ha cikkeit AI nézné át.
2023 augusztusában a CNET több ezer régi cikket törölt webhelyéről a Google keresőoptimalizációs helyezése javításához. Törlés előtt belső és a Wayback Machine-en archivált másolatot is készít. A szerzőt, ha alkalmazott, 10 nappal korábban értesítik. A Google e gyakorlatot nem nevezte jónak.
2024 januárjában az Axios beszámolt arról, hogy a Red Ventures el kívánja adni a weboldalt legalább 250 millió dollárért. Az oldal ekkor nyereséges wolt. A CNET értékének felezését a kamatok, a lassabb hirdetési piac és a CNET hírnevének botrányok miatti sérülése okozta.

## Weboldalak

### CNET hálózatok
Korábbi webhelyek:
- CNET.com, CNET Taiwan, CNET.co.uk, CNET Channel, CNET.de, CNET AU, CNET Asia, CNET Japan, CNET Gadget
- ZDNet.com, ZDNet UK, ZDNet AU, ZDNet.fr, ZDNet DE, ZDNet Kína, ZDNet Korea
- TechRepublic (2001–2021) 
  - Silicon.com (2002–2012)
- atlarge.com (2006–2012)
- mySimon.com (2008–2020)
- GameSpot (2000–2022)
- Webshots (2004–2007)
- Chowhound (2006–2022)
- MP3.com (2003–2020)

Hálózati weboldalak:
- News.com
- Download.com
- Építész

A CNET Networks France webhelyei:
- businessMOBILE.fr
- News.fr
- Gamekult (2007–2014)
- Arts-Culinaires.com
- Recettes-de-Cuisine.com
- Cuisine-Noel.com
- MusicSPOT.fr

A CNET Networks Japan webhelyei:
- GameSpot Japán
- Tetsudo.com

### Játék Központ
A CNET 1996 közepén elindította a videojátékokkalfoglalkozó webhelyét, a CNET Gamecentert. A San Francisco Chronicle szerint ez volt "az egyik első olyan webhely, amely a számítógépes játékokkal kapcsolatos hírekről szól". Az oldal hamarosan vezető játékközponttá vált; 1999-ben a a versenytársak, az IGN és a GameSpot mellett a száz legjobb webhelyek közé sorolta bármely területen. A Gamecenter vezetője, Michael Brown, szerint az oldalt 2000 végére naponta 50 000 és 75 000 közötti látogatta. 2000 májusában a CNET megalapította a Gamecenter Alliance hálózatot, hogy a Gamecentert és négy partnerwebhelyét, köztük az Inside Mac Games, egyetlen szalaghirdetés alá vonja. A Nielsen//NetRatings 2000 közepére a Gamecentert a hatodik legnépszerűbb szerencsejáték-webhelynek minősítette az Egyesült Államokban.
július 19-én a CNET, Inc. nyilvánosságra hozta a Ziff-Davis és annak ZDNet internetes üzletágának 1,6 milliárd dollárért történő megvásárlásának tervét. Mivel a ZDNet 1996 végén partnerkapcsolatban állt a SpotMedia-val, a GameSpot anyavállalatával, az akvizíció révén a GameSpot és a Gamecenter is a CNET, Inc. tulajdonába került. Később ugyanebben az évben a The New York Times a két kiadványt a „játékoldalak Time és Newsweekjeként” írta le. A lap arról számolt be, hogy a Gamecenter „virágzónak tűnik” a dot-com összeomlása közepette, bevételét az online hirdetések és az 1999 végén elindított CNET Game Shopper webhelyével társult értékesítési program között osztották el.
A CNET-nél a dot-com összeomlása miatti közel 400 millió dolláros veszteség után a vállalat 2001 januárjában felszámolta a Gamecenter Alliance hálózatát. Február 7-én bezárták magát a Gamecentert is redundanciacsökkentési okokból, mivel a GameSpot volt a két oldal közül a sikeresebb. A San Francisco Chronicle szerint ebben az időszakban körülbelül 190 állást szüntettek meg a CNET-nél, köztük "legalább 20-at" a Gamecenterben. A helyzet megvitatása során Tom Bramwell, az Eurogamer munkatársa, így számolt be: "Úgy gondolják, [...] hogy a weboldal munkatársai közül nagyon kevesen fognak elhelyezkedni a GameSpotnál, amely jelenleg a cég másik játékeszköze." A Washington Post később megjegyezte, hogy a Gamecenter a Daily Radar mellett a 2001-ben bezárt "népszerű videojáték-híroldalak" közé tartozott.

## Kritika

### Hopper vita
2013 januárjában a CNET a Dish Network "Hopper with Sling" digitális videorögzítőjét jelölte a CES "Best in Show" díjára, és eredetileg a győztesnek nevezte a szavazatok alapján, amelyeket az oldal munkatársai adtak le. Azonban a CBS hirtelen diszkvalifikálta a Hoppert, és megvétózta az eredményeket, mivel a cég aktív pereskedésben állt a Dish Networkkel. Ezen események hatására a CNET bejelentette, hogy a jövőben nem fogja tudni felülvizsgálni azokat a termékeket vagy szolgáltatásokat, amelyeket a CBS perben álló cégek (amelyek közé tartozik az Aereo is) kínálnak. Az új szavazás után a Best in Show díjat a Razer Edge táblagépnek ítélték oda.
A Dish Network vezérigazgatója, Joe Clayton, kifejezte szomorúságát amiatt, hogy a CNET munkatársaitól megtagadták a szerkesztői függetlenséget a CBS kemény taktikái miatt. 2013. január 14-én Lindsey Turrentine főszerkesztő válaszolt a helyzetre, kijelentve, hogy a CNET munkatársai "lehetetlen" helyzetbe kerültek a konfliktus miatt, és elkötelezte magát amellett, hogy mindent megtesz annak érdekében, hogy megakadályozza hasonló esetek ismétlődését. A konfliktus következtében a CNET egyik vezető újságíróját, Greg Sandovalt, lemondásra kényszerítették.

### Rosszindulatú programok a letöltésekben
A webhely Letöltések részének több mint 400 000 címet tartalmazó katalógusa lehetővé teszi a felhasználók számára, hogy népszerű szoftvereket töltsenek le. A CNET download.com oldala Windows, Macintosh és mobilszoftvereket kínál letöltésre. A CNET azt állítja, hogy a szoftverek mentesek a kémprogramoktól, de független források megerősítették, hogy ez nem mindig igaz. Habár a Download.com összességében biztonságos hely a programok letöltéséhez, fontos óvintézkedéseket tenni az oldalról való letöltés előtt, mivel egyes letöltések rosszindulatú programokat is tartalmazhatnak.

## Fordítás
Ez a szócikk részben vagy egészben  a   CNET című angol Wikipédia-szócikk ezen változatának fordításán alapul.  Az eredeti cikk szerkesztőit annak laptörténete sorolja fel. Ez a jelzés csupán a megfogalmazás eredetét és a szerzői jogokat jelzi, nem szolgál a cikkben szereplő információk forrásmegjelöléseként.